# Ortofotografia
La ortofotografia (del grec Orthós: correcte, exacte) és una presentació fotogràfica d'una zona de la superfície terrestre en la que tots els elements presenten la mateixa escala, lliure d'errors i deformacions, amb la mateixa validesa que un mapa cartogràfic. 

Una ortofotografia s'aconsegueix mitjançant un conjunt d'imatges aèries (preses des d'un satèl·lit o d'una aeronau) que han sigut corregides digitalment per representar una projecció ortogonal sense efectes de perspectiva, i en la que per tant és possible realitzat mesures exactes, al contrari que sobre una fotografia aèria simple, que sempre presentarà deformacions causades per la perspectiva de la càmera, l'altura de vol, la velocitat a la que es mou i les deformacions mètriques de l'òptica. A aquest procés de correcció digital se l'anomena ortorectificació. Per tal de poder aquest procés de forma correcta és imprescindible que la càmera estigui calibrada, a fi de conèixer els paràmetres intrínsecs d'aquesta. 

El resultat final és un mapa cartogràfic de la zona de la mateixa validesa que qualsevol altre plànol, on es poden realitzar mesures de qualsevol tipus. Aquest mapa pot estar format per una sola imatge o per la composició de més d'una, que són ajuntades formant un mosaic de forma semiautomàtica gràcies a tècniques de visió per computador. La resolució del mapa se sol mesurar en centímetres/píxel, sent aquesta una mesura de quina mida té un píxel en la realitat. Així una ortofotografia de 50cm/píxel ens indica que cada píxel correspon a 50cm^2 a la realitat.

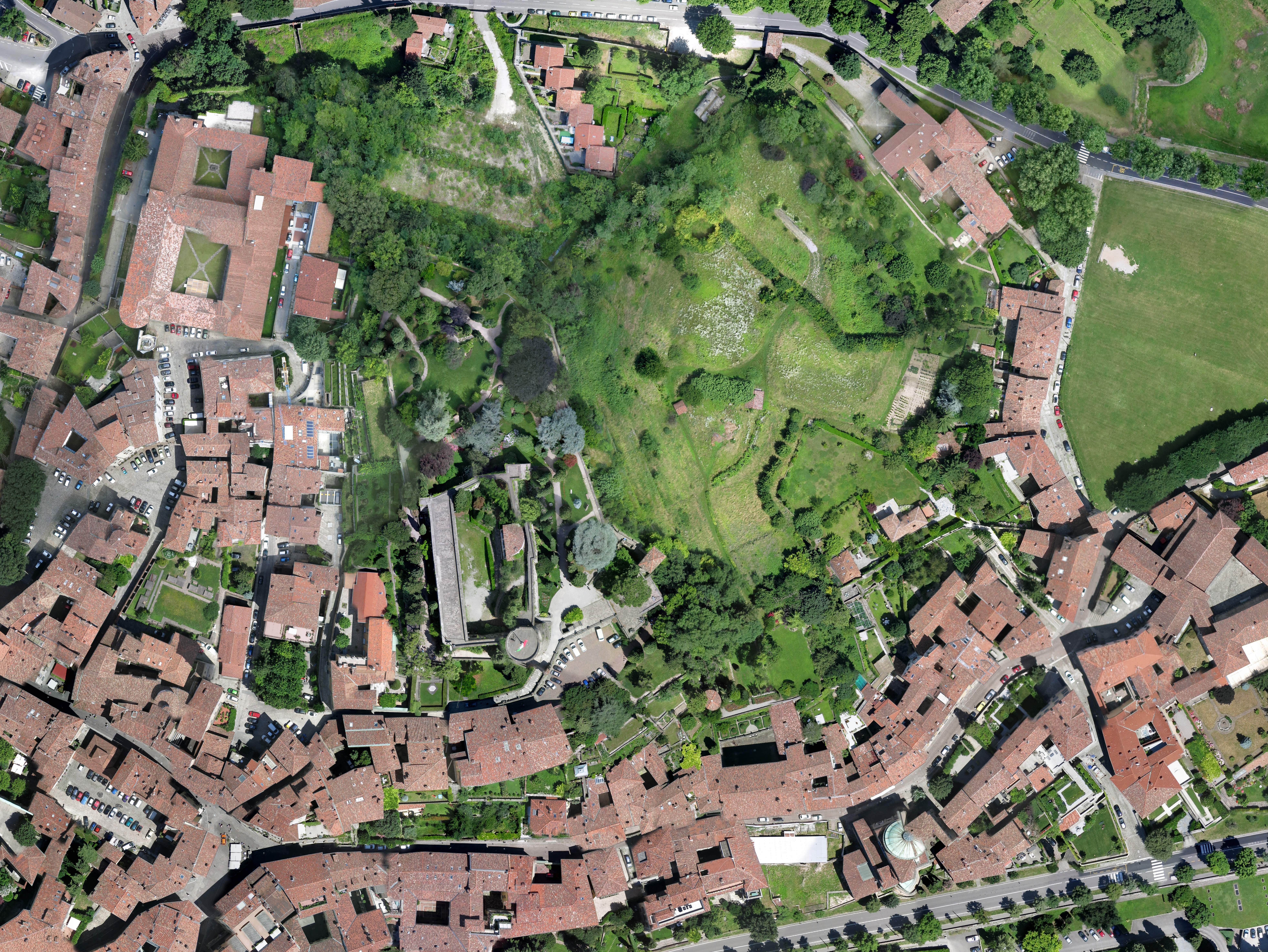
Ortofotografia drone, Bèrgam, Città Alta

Aquesta tècnica s'utilitza en cartografia, urbanisme, arquitectura i arqueologia entre altres ciències.